# 福田瑠美香
福田瑠美香（日语：／ Fukuda Rumika，2005年5月15日—），日本女演員、寫真偶像，出生於東京都，目前為acali旗下的藝人。

## 影視作品

### 電影
- Blue Wind Blows（2018年）飾演
- （2023年）飾演

### OV
- 假面騎士555 20th PARADISE·REGAINED（2024年）飾演 假面騎士Muez／胡桃玲菜[1]

### 網路劇
- 假面騎士555殺人事件（2024年1月28日）飾演 胡桃玲菜[2]